# Муслиманско освајање Парса
Муслиманско освајање Парса одвијало се од 638/9 до 650/1, а завршило се потчињавањем важне сасанидске провинције Парс Рашидунском калифату.

## Историја

### Прва муслиманска инвазија и успешан сасанијски контранапад
Муслиманска инвазија на Парс први пут је започела 638/9, када је гувернер Рашидуна у Бахреину, Eл Ала ибн eл Хадрами, који је након пораза неких побуњених арапских племена, заузео острво у Персијском заливу. Иако је Ел Али и остатку Арапа наређено да не нападају Парс или околна острва, он и његови људи су наставили  упаде у провинцију. Ел Ала је брзо припремио војску која је била подељена у три групе, једну под Ел Џарудом ибн Муалом, другу под Ел Савар ибн Хамамом и трећу под водством Хулајда ибн ел Мундира ибн Савае. Када је прва група ушла у Парс, она је брзо поражена а Ел Џаруд је убијен.
Убрзо се исто догодило и другој групи. Међутим, показало се да су ствари биле повољније по трећу групу;  Хулајд је успео да их задржи у заливу, али није успео да се повуче назад у Бахреин због Сасанида који су му блокирали пут на мору. Омар је, сазнавши за Ел Алину инвазију на Парс, њега заменио Садом ибн Аби Вакасом на месту гувернера Бахреина. Омар је тада наредио Утби ибн Газвану да пошаље појачање Хулајду. Када је појачање стигло, Хулајд и неки од његових људи су извели успешно повлачење назад у Бахреин, док су се остали повукли у Басру.

### Друга и последња муслиманска инвазија
Током 643. године, Осман ибн Аби ел Ас је заузео  Бишапур и склопио мировни уговор са становницима града. У периоду 19/644. године Ел Ала је поново напао Парс из Бахреина, стигавши чак до Истахра, све док га гувернер (марзбан) Парса, Шахраг, није одбио. Нешто касније, Осман ибн Аби ел Ас је успео  да успостави војну базу у Таваџу и убрзо је поразио а затим убио Шахрага у близини Ревшахра (међутим други извори наводе да је то урадио његов брат). Персијског преобраћеника на ислам, Хормоза ибн Хајана ел Абдија, Османа ибн Аби ел Аса је убрзо послао да нападне тврђаву познату као Сенез на обали Парса. Након приступања Османа ибн Афана за новог калифа Рашидунског калифата 11. новембра, становници Бишапура под вођством Шахраговог брата прогласили су независност, али су поражени. Међутим, датум ове побуне  је оспораван , јер персијски историчар Ел Баладури наводи да се то догодило 646. године.
Већ 648. године, Абд Алах ибн ел Ашари приморао је гувернера Истахра, Махака, да преда град. Међутим, ово није било коначно освајање Истахра, јер ће се становници града касније побунити 649/50. док је његов новоименовани гувернер, Абд Алах ибн Амир покушавао да заузме Гор. Војни гувернер провинције Убајд Алах ибн Мамар је поражен и убијен. Године 650/1, сасанидски цар Јездигерд III је отишао  у Истахр и покушао да планира организовани отпор против Арапа, а после извесног времена отишао је у Гор, али Истахр није успео да пружи снажанији отпор, па су га Арапи  убрзо отпустошили , а затим су побили преко 40 000 бранилаца. Арапи су затим брзо заузели Гор, Казерун и Сираф, док је Јездигерд III побегао у подручје Кирмана. Тако је довршено муслиманско освајање Парс-а, међутим, становници провинције ће касније у неколико наврат подизати побуне против Арапа.